# Христианский анархизм

Подобно классическому анархистскому символу, символ христианского анархизма — это буква Альфа (а), помещенная внутри буквы Омега (ом). Буквы Альфа и Омега — начало и конец алфавита, (AΩ) являются символом Бога

Один из флагов христианских анархистов

Христиа́нских анархи́стов объединяет неприятие оправдания власти человека над человеком, эксплуатации, насилия, а также стремление к преодолению этих явлений среди людей. Христианские анархисты считают, что в учении Иисуса Христа свобода получила своё духовное оправдание. Христианские анархисты могут принадлежать к различным христианским конфессиям (католической, православной, какой-либо из протестантских) или не принадлежать ни к какой (Л. Н. Толстой[уточнить]).

## История

### Жизнь и учение Иисуса Христа
Обоснованием позиций христианского анархизма служат, прежде всего, четыре Евангелия. Дороти Дэй, Аммон Хеннэси, Лев Толстой и другие в своих социально-политических текстах постоянно обращаются к словам Иисуса. Например, название «Царство Божие внутри нас» — прямая цитата слов Иисуса из Евангелия от Луки (17:21). Дороти Дэй и Движение католических рабочих отдавали приоритет делам милосердия (ср. Мф 25:31-46).
Иисус противодействует «системе», управляемой «князем мира сего» (Сатаной) и говорит: «…Он помазал Меня благовествовать нищим и послал Меня исцелять сокрушённых сердцем, проповедовать пленным освобождение, слепым прозрение, отпустить измученных на свободу» (Лк 4:18-19). Он был против верховенства одних людей над другими (Мф 23:8-12) и отвергал поклонение кому-либо, кроме Бога, а также попытки провозгласить Его царём (Мф 4:8-10; Ин 18:36).
Первые христиане противостояли первенству государства: «должно повиноваться больше Богу, нежели человекам» (Деян 5:29); «отняв силы у начальства и властей, властно подверг их позору, восторжествовав над ними Собою» (Кол 2:15).
Описания безгосударственных отношений находятся и в Ветхом Завете. Моисей повёл евреев из плена в пустыню, где в течение продолжительного времени они, многочисленный народ, жили без царя: «В те дни не было царя у Израиля; каждый делал то, что ему казалось справедливым» (Суд 17:6, 21:25). Гедеон отказался стать царём: «Господь да владеет вами» (Суд 8:23).

### Ранняя церковь
Некоторые из ранних христианских общин, как представляется, фактически являлись тем, что позже назовут анархическими коммунами. Например, Иерусалимская община, как описано в Деяниях апостолов, разделяла свои денежные средства и труд одинаково и справедливо среди своих членов.
Аммон Хеннэси и Кейт Акерс утверждают, что отход далеко от практики и учения Иисуса о ненасилии, простой жизни и свободе произошёл в теологии Павла из Тарсуса. Они доказывают, что христианам следует обратить внимание на «до-павловское» христианство. Хотя существуют некоторые доказательства того, что эгалитарно настроенные христиане просуществовали короткое время после Иисуса, однако же, по мере роста и распространения христианской общины, некоторые видные её члены начали оправдывать легализм и строгое подчинение церковной доктрине.
Другие христиане говорили, что Павел подчеркнул в своём учении конгрегационную автономию церкви, запрет на управление одним человеком даже местной церковью, а также другие практики, вступающие в противоречие с утверждением иерархии и подчинения.
В любом случае, изначальное устройство христианской церкви подразумевало соборность, что означало (в земном аспекте) коллективное принятие важных решений, избранность церковной иерархии, и её подконтрольность «народу Божию», то есть церковным общинам и собраниям. Имущество церкви виделось достоянием бедных. Эти принципы, по сути, создавали внутри империи независимую систему со своей экономикой, построенной по принципу социальной справедливости. Всё это роднит изначальное христианство с идеями анархизма.

### Преобразование Римской империи
После преобразования Империи Константином христианство было легализовано Миланским эдиктом 313 года, положившим конец преследованиям христиан. Некоторые христианские анархисты утверждают, что это слияние церкви и государства знаменовало собой начало «Константинова сдвига», в результате которого христианство постепенно стало идентифицироваться с волей правящей элиты и, в некоторых случаях, — оправдывать осуществление власти.

## Взгляды и принципы анархистов, основанные на Библии

### Мистицизм
Духовность христианских анархистов может быть так же разнообразна, как и духовность в любой другой христианской традиции. В христианском монашестве и духовности выходят на передний план некоторые элементы анархизма. Томас Мёртон, например, в своём вступительном слове к переводу речей отцов-пустынников описывает этих ранних монахов как «воистину, в определённом смысле, „анархистов“» и отмечает, что «вовсе не страшно думать о них так». Кроме того, «в четвёртом веке н. э. пустынные земли Египта стали свидетелями рождения анархического общества, которому было уготовано самое долгое существование за всю историю человечества: общества христианских анахоретов».

### Пацифизм и ненасилие
Многие христианские анархисты, такие как Лев Толстой и Аммон Хеннэси, были пацифистами, выступавшими против использования физической силы как при нападении, так и в целях обороны. Хеннэси полагал, что быть христианином означает быть и пацифистом, а так как именно правительства постоянно угрожают применением силы и применяют её для разрешения конфликтов, необходимо быть анархистом. Такие анархисты считают, что свобода будет руководствоваться Божией благодатью, если они будут оказывать сострадание к другим и, столкнувшись с применением насилия, будут «подставлять щёку».
В основе практики многих христианских анархистов лежат несколько простых принципов: ненасилия, непротивления, которые, в свою очередь, опираются на многие отрывки из Нового завета.

### Отношение к государству и государственному контролю

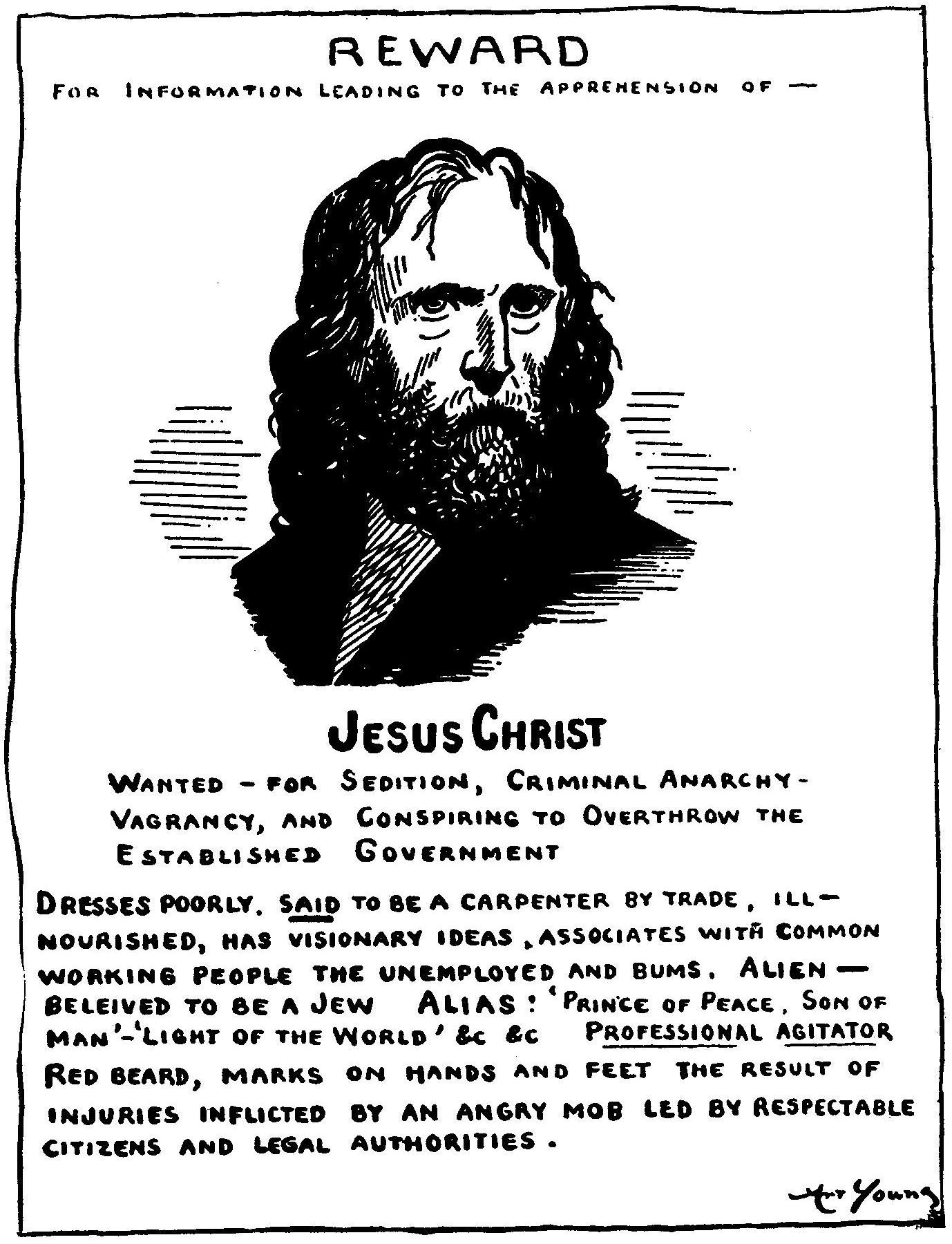
«Иисус Христос в розыске». Политический рисунок Арта Янга из левого издания «The Masses», впоследствии воспроизведённый в автобиографии анархиста Аммона Хеннэси.

Наиболее известным вызовом для тех, кто стремится понимать Библию буквально, является входящее в состав Послания к римлянам (Рим 13:1-7) выражение, где Павел отстаивает послушание «представителям власти», утверждая, что «нет власти не от Бога, существующие же власти от Бога установлены». Христианские анархисты, поддерживающие учение Павла, утверждают, что эта глава призвана разъяснить невозможность признания таких «организаций», как Римская империя, представителями власти, потому что эти «организации» не «установлены» Богом и не признают его в словах и действиях. Иначе, согласно Павлу, «им [христианам] воздалось бы от власти за совершение добра». Вместо этого ранние христиане подвергались преследованиям Римской империи и стали мучениками. Кроме того, «представителям власти», «установленным» в Послании Павла, вовсе не дано полномочий принимать законы, но лишь — обеспечивать соблюдение законов, заложенных в естественном праве: «не делай ближнему зла» (Рим 13:8-10). Такое толкование делает не легитимными все правовые статуты государств, за исключением тех, что представляют моральные заповеди Библии. Некоторые христиане считают, что Бог не устанавливал никаких властей на Земле.
Различные толкования 13-й главы Послания к римлянам, используемые для обоснования христианского анархизма, предполагают, что эта цитата говорит о необходимости подчинения всем представителям власти, но указывают, что это не означает их оправдания. Вернард Эллер излагает эту позицию, переформулируя цитату так: «Ясно, что все эти люди [представители власти], находятся на своих местах только потому, что Бог разрешает им быть там. Они существуют лишь благодаря его терпению. И если Бог проявляет желание смириться с существованием… Римской империи, вы также должны быть готовы смириться с ней. Нет никаких признаков того, что Бог призвал вас уничтожить её или преобразовать. Вы не можете бороться с Империей, не становясь подобными Римской империи, так что лучше отказаться от такой борьбы и оставить все в руках Божьих, чьей воле это и подлежит». Такую же позицию занимал французский философ и христианский анархист Жак Эллюль.
Эрнст Кеземан, в своём «Комментарии к Посланию к римлянам» бросил вызов обычному толкованию 13-й главы Послания на примере Германской лютеранской церкви, использовавшей данную цитаты для оправдания поддержки нацистского Холокоста. Другие утверждают, что 13-я глава учит подчинению государству, хотя не поощряет и даже не прощает участие христиан в государственных делах. Согласно этому мнению, Иисус подчинился государству, хотя и не признавал его подлостей.
Существуют и такие христиане, как Аммон Хеннэси, которые не видят необходимости включать данный аспект учения Павла в свой анархистский образ жизни. Аммон Хеннэси считал, что «Павел испортил учение Христа».

### Сопротивление налогообложению
Некоторые христианские анархисты сопротивляются необходимости платить налоги, полагая, что их правительство проводит аморальную, неэтичную или деструктивную деятельность, например, войны, а уплаченные налоги неизбежно становятся средством для проведения этих мероприятий.
Эдин Баллу писал, что если сопротивление налоговым сборам требует физической силы для того, чтобы сохранить то, что пытается отнять правительство, то нужно подчиниться. Аммону Хеннэси, который, подобно Баллу, также придерживался идей непротивления, удавалось избегать уплаты налогов без применения силы.
Их оппоненты ссылаются на то, что Иисус призывал своих последователей «отдавать Кесарю кесарево» (Евангелие от Матфея 22:21), но иная интерпретация этой цитаты подразумевает необходимость отказа от привязанности к материальным ценностям.

### Вегетарианство
В христианской традиции вегетарианство имеет давнюю историю, начинающуюся в первых веках церкви с пустынников, которые бросали «мир людей» для сближения с Господом Иисусом Христом. Вегетарианство среди отшельников и христианских монахов в восточнохристианской и католической традиции остаётся и по сей день распространённым средством сделать жизнь проще, а также аскетической практикой. Многие христианские анархисты, такие как Толстой и Хеннэси, через вегетарианство и веганство расширили применение своих идей о ненасилии и сострадании на всех живых существ.

## Поздние анархистские христианские группы

### Духоборы
Своё происхождение духоборы ведут из России XVI и XVII столетий. Духоборы являются радикальной христианской сектой, придерживающейся идей пацифизма и общинного образа жизни, которая отвергает светское государство. В 1899 году духоборы, спасаясь от репрессий в царской России, мигрировали в Канаду, главным образом в провинции Саскачеван и Британскую Колумбию. Средства для этой поездки были предоставлены квакерами и русским писателем Львом Толстым. Канада была предложена Льву Толстому в качестве безопасного убежища для духоборов анархистом Петром Кропоткиным, который, посетив эту страну в рамках лекционного тура, отмечал здесь религиозную терпимость к меннонитам.

### Движение католических рабочих
Движение католических рабочих, основанное Дороти Дэй и Питером Маурином 1 мая 1933 года, является христианским движением, проповедующим ненасилие и простую жизнь. В Соединённых Штатах Америки существует свыше 130 Католических рабочих общин, являющихся «странноприимными домами», заботящимися о бездомных.
Движение католических рабочих на протяжении своей истории последовательно выступало против войн и насилия. Многие из ведущих деятелей этого движения были одновременно анархистами и пацифистами. Католический рабочий Аммон Хеннэси определял христианский анархизм как «основанный на ответе Иисуса фарисеям, чтобы тот, кто скажет, что он без греха, первым бросил камень, а также на Нагорной проповеди, в которой он призывает отвечать добром на зло и подставлять другую щёку. Таким образом, когда мы принимаем любое участие в правительстве путём голосования за законодательных, судебных и исполнительных должностных лиц, мы делаем этих людей нашей рукой, которой мы бросаем камень, отказываясь также и от Нагорной проповеди. В словаре „христианин“ определяется как тот, кто следует за Христом; „христианский“ — добрый, доброжелательный, подобный Христу. Анархизмом является добровольное сотрудничество во имя блага с правом на отделение. Христианским анархистом, таким образом, является тот, кто подставляет другим щёку, уничтожает расчётные таблицы менял и не нуждается ни в ком, кто бы говорил ему, как вести себя. Христианский анархист не нуждается в пулях и бюллетенях для достижения своего идеала; он ежедневно достигает этого идеала через Революцию Одного человека, в которой он сталкивается с падшим, запутавшимся и умирающим миром».
Маурин и Дэй были крещены и признаны в католической церкви и верили в её учреждения, тем самым показывая, что можно быть христианским анархистом и по-прежнему оставаться в пределах церкви.

### Студенческое христианское движение
Ряд течений во Всемирной студенческой христианской федерации, международной экуменической сети, следует толкованию Библии по анархистским принципам, включая недогматическое выражение веры, радикальный активизм для реализации социальной справедливости, организацию неиерархических структур принятия решений и приверженность сопротивлению угнетению и империализму. Некоторые движения-члены федерации открыто принимают христиано-анархистскую этику и структуру. Одним из таких движений является Студенческое христианское движение Канады, принимающее решения консенсусом, придерживающееся децентрализованных, автономных структур и выступающее против иерархий.

## Ключевые деятели христианского анархизма

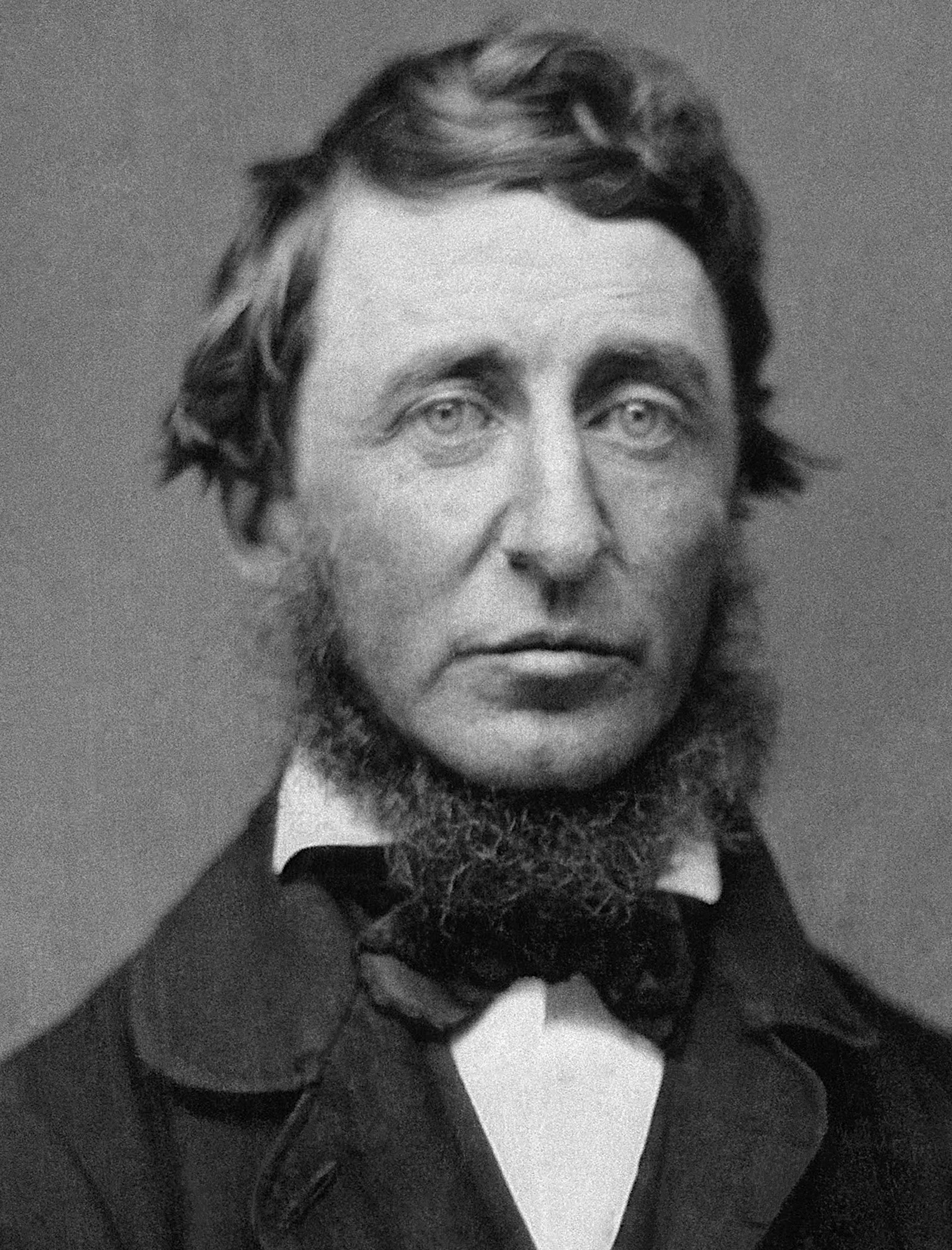
Генри Дэвид Торо

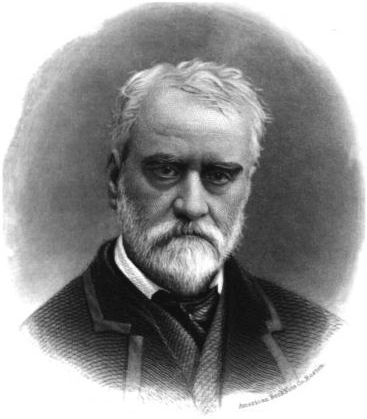
Уильям Б. Грин

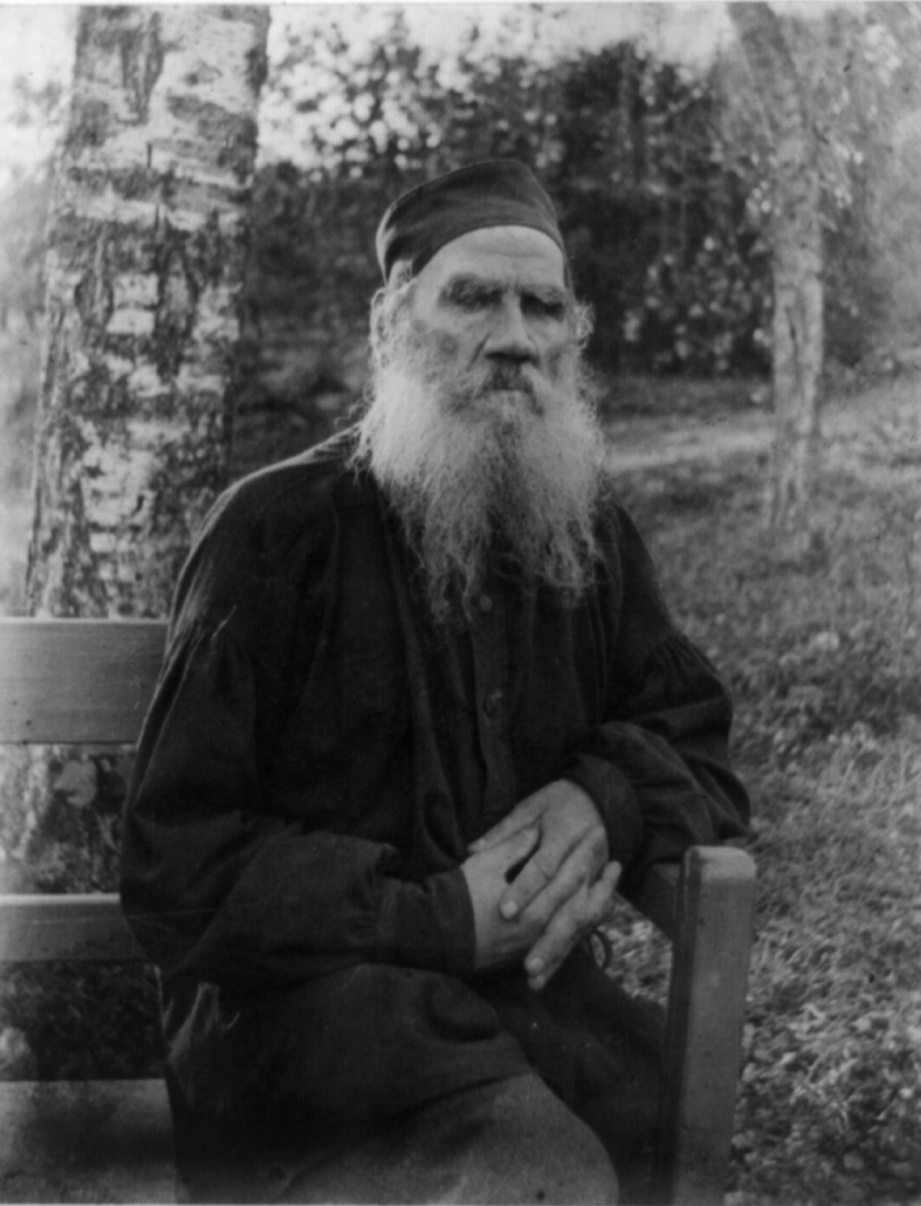
Лев Николаевич Толстой

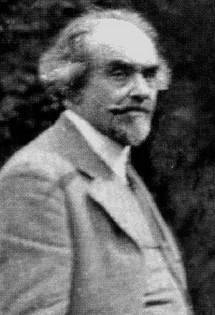
Николай Александрович Бердяев

Следующие люди могут считаться ключевыми фигурами в развитии христианского анархизма. Это не означает, что все они сами были христианскими анархистами.
Генри Дэвид Торо (Henry David Thoreau, 1817—1862) — американский автор, пацифист, борец против налогообложения и анархо-индивидуалист. Он был защитником гражданского неповиновения и на протяжении всей жизни участвовал в движении за освобождение негров. Хотя обычно его не рассматривают в качестве христианского анархиста, в его эссе «Гражданское неповиновение» упоминаются многие христиано-анархистские идеалы.
Эдин Баллу (Adin Ballou, 1803—1890) — основатель Хопсдейлской общины, располагавшейся там, где сейчас городок Хопсдейл (штат Массачусетс). Входил в число видных в XIX веке представителей пацифизма, социализма и аболиционизма. Будучи унитарианским священником, он неустанно проповедовал социальные реформы в радикальном духе христианского социализма. Л. Н. Толстой находился под сильным влиянием его трудов.
Уильям Ллойд Гаррисон (William Lloyd Garrison; 1805—1879) — основатель «Американского общества борьбы с рабством», секретарь «Общества непротивления» в Новой Англии. В составленной им «Декларации чувств» (1838) он сформулировал принципы гражданского неповиновения, продолжавшие традиции христианского анархизма квакеров и перфекционистов: отказать в поддержке неправедной власти значило не голосовать, не занимать государственных должностей, не обращаться в суд, не нести воинской повинности. «Гаррисон как человек просвещённый светом христианства, начав с практической цели — борьбы с рабством, — очень скоро понял, что причина рабства не случайное, временное завладение южанами несколькими миллионами негров, но давнишнее и всеобщее, противное христианскому учению признание права насилия одних людей над другими» (Л. Н. Толстой).
Уильям Б. Грин (William B. Greene 1819—1878) — анархист-индивидуалист из США, унитарианский священник и автор концепции христианского мютюэлизма, которую он рассматривал как новое освобождение, позволяющее выйти за рамки договора между Богом и Авраамом. Его работа «Взаимное банковское дело» 1850 года открывается дискуссией о христианском обряде причастия как модели общества, основанного на равенстве, (эту дискуссию он позаимствовал из работы Пьера Леру) и заканчивается пророческим призывом к мютюэлистскому освобождению. Его известную схему взаимного банковского дела и критику ростовщичества следует понимать в этом специфически религиозном контексте. В отличие от его современников, принадлежавших к среде непротивленцев, Грин не являлся пацифистом и в годы гражданской войны был полковником армии Союза в США.
Лев Толстой (1828—1910) подробно описал свои анархистские воззрения, к которым он пришёл через христианскую веру, в своих книгах: «Царство Божие внутри нас», «В чём моя вера?», «Закон насилия и закон любви» и «Христианство и патриотизм», в которых были подвергнуты критике правительство и институт церкви как таковые. Он призывал строить общество на принципах сострадания, ненасилия и свободы. Толстой был убеждённым пацифистом и вегетарианцем. Его видение справедливого общества было анархистской версией джорджизма, который он упоминает в романе «Воскресение».
Николай Бердяев (1874—1948) — православный христианский философ, которого часто называют «философом свободы» и христианским экзистенциалистом. Известный по высказыванию «Царство Божие — это анархия», он считал, что свобода, в конечном счёте, исходит от Бога, в отличие от таких анархистов, как Михаил Бакунин, которые увидели в Боге поработителя человечества (символически; Бакунин был атеистом). Христианские анархисты настаивают на том, что человека порабощает человек, но не Бог.
Томас Дж. Хогерти (Thomas J. Hagerty) был католическим священником из Нью-Мексико, США и одним из основателей движения «Индустриальные рабочие мира» (IWW). Он написал Преамбулу IWW, был соавтором Манифеста Промышленного союза. Хогерти был посвящён в духовный сан в 1892 году, но его формальные связи с церковью закончились, когда он был отстранён архиепископом за призывы шахтёров в Колорадо к мятежу во время его поездки по шахтёрским лагерям в 1903 году. Хогерти обычно не считается христианским анархистом в толстовской традиции. Скорее, его относят к анархо-синдикалистам. Такие христианские анархисты, как Дороти Дэй и Аммон Хеннэси, были участниками «Индустриальных рабочих мира» и добились общего признания с аксиомой: «увечья одного — это травма для всех».
Леонс Кренье (Léonce Crenier, 1888—1963) сначала отверг религию, когда стал анархо-коммунистом, перебравшись из сельских районов Франции в Париж в 1911 году. В 1913 году он посетил свою сестру в Португалии, где пробыл несколько лет. В течение этого периода он перенёс изнурительную болезнь, вызывавшую агонии. Благодаря уходу необыкновенно внимательной сиделки, он выжил, несмотря на мрачные прогнозы врачей. Впоследствии он принял католицизм и стал монахом. Особенно известен своей концепцией «Непредсказуемости существования». Оказал влияние на Дороти Дэй.
Аммон Хеннэси (Ammon Hennacy, 1893—1970) — подробно описал свою работу в движениях «Католических трудящихся» и «Индустриальных рабочих мира» (IWW), а также деятельность в странноприимном доме Джо Хилла. Он был анархистом и борцом против налогообложения. Хеннэси старался уменьшать свои налоговые отчисления, ведя простой образ жизни и практикуя бартерный обмен. Его автобиография «Книга Аммона» описывает его ненасильственную, анархистскую, социальную деятельность и даёт представление о жизни христианских анархистов в Соединённых Штатах в XX веке. Другие его книги: «Революция Одного человека в Америке», «Автобиография католического анархиста».
Дороти Дэй (Dorothy Day, 1897—1980) — журналистка, ставшая социальной активисткой (она была участницей движения «Индустриальные рабочие мира») и бывшая набожной прихожанкой римско-католической церкви. Она стала известна благодаря её акциям в защиту бедных, покинутых, голодных и бездомных. Вместе с Питером Маурином она основала в 1933 году Движение католических рабочих, поддерживающее ненасилие и гостеприимство для обедневших и растоптанных. В настоящее время в Католической Церкви идет процесс канонизации Дороти Дэй.
Жак Эллюль (Jacques Ellul, 1912—1994) французский мыслитель, социолог, богослов, христианский анархист. Он написал несколько книг против «технологического общества», а также на тему христианства и политики, например, «Анархия и христианство» (1991). Утверждал, что анархизм и христианство в социальном плане преследуют одну и ту же цель.
Филипп Берриган (Philip Berrigan, 1923—2002) всемирно известный борец за мир и священник римско-католической церкви. Он и его брат Даниэль Берриган (Daniel Berrigan, 1921—2016) числились списке 10 наиболее активно разыскиваемых ФБР лиц из-за проведения незаконных ненасильственных антивоенных акций.
Иван Иллич (Ivan Illich, 1926—2002) либертарно-социалистический социальный мыслитель, с корнями в католической церкви. Он выступал с критическим анализом технологий, способов использования энергии, действующей системы обязательного образования. В 1961 году Иллич основал Центр межкультурной коммуникации (Centro Intercultural de Documentación, CIDOC) в Куэраваке (Мексика) в целях расширения участия Ватикана в «современном развитии» так называемого Третьего мира. Книги Иллича «Энергия и справедливость» и «Инструменты праздничного настроения» считаются классикой для тех, кто занимается социальной экологией и интересуются поиском соответствующих технологий. А книга «Освобождение от школ» (англ. Deschooling Society https://en.wikipedia.org/wiki/Deschooling_Society (1971)) вдохновляет активистов, разрабатывающих альтернативы сегодняшней системе обязательного школьного образованя.

## Некоторые организации христианского анархизма
- Экклезия (Ecclesia)
- Коммуна «Жизнь и труд» (Life and Labor Commune)
- Движение католических рабочих (Catholic Worker Movement)
- Движение лемехов (Plowshares Movement)
- Московское толстовское общество

## Критика
В Новом Завете неоднократно заповедуется подчинение требованиям светских властей, а также понимание земной власти как установления Божьего:
- "отдавайте кесарево кесарю, а Божие Богу" (Мф.22:21; Мар.12:17)
- "Итак будьте покорны всякому человеческому начальству, для Господа: царю ли, как верховной власти,  правителям ли, как от него посылаемым для наказания преступников и для поощрения делающих добро, -  ибо такова есть воля Божия, чтобы мы, делая добро, заграждали уста невежеству безумных людей, -  как свободные, не как употребляющие свободу для прикрытия зла, но как рабы Божии.  Всех почитайте, братство любите, Бога бойтесь, царя чтите.  Слуги, со всяким страхом повинуйтесь господам, не только добрым и кротким, но и суровым."  (1 Пет. 2:13-18)
- "Всякая душа да будет покорна высшим властям, ибо нет власти не от Бога; существующие же власти от Бога установлены.  Посему противящийся власти противится Божию установлению. А противящиеся сами навлекут на себя осуждение.  Ибо начальствующие страшны не для добрых дел, но для злых. Хочешь ли не бояться власти? Делай добро, и получишь похвалу от неё,  ибо начальник есть Божий слуга, тебе на добро. Если же делаешь зло, бойся, ибо он не напрасно носит меч: он Божий слуга, отмститель в наказание делающему злое.  И потому надобно повиноваться не только из страха наказания, но и по совести.  Для сего вы и подати платите, ибо они Божии служители, сим самым постоянно занятые.  Итак отдавайте всякому должное: кому по́дать, подать; кому оброк, оброк; кому страх, страх; кому честь, честь."  (Рим.13:1-7)